# Antares
Az Antares (α Scorpii) a Skorpió csillagkép legfényesebb csillaga, szuperóriás. Nevét onnan kapta, hogy vöröses színével a Mars (görögül Arész) riválisa - M2Iab színképtípusú. Abszolút fényessége -5,28 magnitúdó körüli; kb. 600 fényévnyi távolságra van, a tizennegyedik legfényesebb csillag az éjszakai égbolton.

## Mitológiája
Az ókori Mezopotámiában több néven is ismerték: „Cinóbervörös csillag”, „A magokon uralkodó”, „A föld és ég madara”, Dar Lugal („a villámlás ura”). Az ókori Egyiptomban Szelk, egy hüllőistennő csillaga volt. Az ókori Kínában ismert nevei: „A tűzcsillag”, „A nagy tűz”. A maori nép Új-Zélandon Rehuának hívta, a csillagok urának.

## Leírása
Az Antares további nevei: Cor Scorpii, Kalb al Akrab, Vespertilio. Közülük különösen a Cor Scorpii (a skorpió szíve) kifejező, mivel valóban középen helyezkedik el a csillagkép figurális ábrázolása szerint. Mivel a csillag hatalmas méretű, korongját megmérték: egyenlítői átmérője 0,041"-nek, poláris átmérője 0,026"-nek adódott, ami tetemes lapultságot jelent, sőt egyes mérések alapján kissé szabálytalan tojásalakot is feltételeznek. Fizikai kapcsolatban van egy jóval halványabb, B4 színképtípusú fősorozati csillaggal, melynek luminozitása a Napénak ötvenszerese. A két csillag látszó távolsága kb. 500 CsE, a Plútó pályaátmérőjének hatszorosa.
A rendszer egy 5 fényév átmérőjű, 10m fényes, de vörös színű – ezért vizuálisan alig látható – ködbe ágyazódik, amelynek jele IC 4606. A felhő nagyrészt porból áll, és az Antares fényét veri vissza, mérete 80'x85'.

Az Antares méretének érzékeltetése: viszonyítása a Mars pályájához (szaggatott vonal) és a Naphoz (fehér pötty)

## Környezete
É-ÉNy felé 3°-kal látható a ρ Oph nevű fényes kettőscsillag, az IC 4604 jelű köddel körülvéve. Az Antarestől nyugati irányban 80 ívpercre van a jól ismert M4 jelű gömbhalmaz, még közelebb, mindössze 40' távolságban a meglehetősen halvány, távoli, NGC 6144 jelzésű gömbhalmaz.

## Megfigyelése
Az Antares mind a hivatásos, mind az amatőrcsillagászok - köztük a hazaiak is - egyik érdekes célpontja.

### Okkultációk
Az Antares az ekliptikától 4,5 fokkal délre helyezkedik el, így a Hold általi fedések sajátos ciklusokban jelentkeznek. 1967. szeptember 10-e és 1972. szeptember 14-e között égi kísérőnk összesen 64 alkalommal fedte el a csillagot.
Mivel a csillag deklinációja -26°, ezért a viszonylag rövid nappali ív és az alacsony horizont feletti magasság a magyarországi észleléseket nehezíti. Ettől függetlenül a 2005. február 4-i és április 26-i fedésekről több szemléletes leírás jelent meg: 50/540-es Zeiss kisrefraktorral is - a kettősség ismerete nélkül - látták a kilépésnél előbb a halvány csillagot, majd pár másodperccel később, a főcsillag kibukkanásakor a hirtelen nagymérvű fényesség növekedést.

### Kettőscsillag
Az elsőrendű Antares mellett néhány ívmásodperc távolságban nem könnyű észrevenni a 6,5m fényességű társat. Ilyen esetekben a csillag Hold általi fedése megfelelő körülmények között ideális lehetőséget biztosíthat a kísérő megfigyelésére. Az a kedvező helyzet, amikor a Hold pereme az érintkezési pontban és a kettős pozíciószöge közel merőleges egymásra, és a fényes főcsillag már (belépéskor) vagy még (kilépéskor) a Hold mögött van, míg társa még vagy már a holdkorongon kívül, lehetőleg a megvilágítatlan oldalon. Mivel az Antares esetében a társ a főcsillag nyugati oldalán van, ezért a Hold mögüli kilépésnél áll elő ez a helyzet. 1819. április 13-án a bécsi csillagvizsgálóban Burg professzor a következőket jegyezte fel: „12 óra 3 perc 17,1 másodperckor egy 6,7 magnitúdós csillag feltűnését észleltem, amelyik 5 másodperccel később 1 magnitúdós csillagként jelent meg.” A látottakat helyesen értelmezte, hogy az Antares olyan szoros és eltérő pár, hogy egyébként távcsővel sem lehet felbontani.
A halvány társat 1844-ben Grant Indiában, két évvel később O.M.Mitchell a Cincinnati obszervatóriumban figyelte meg és jegyezte fel. Az előbbiről nevezték el GNT 1-nek, az utóbbi pedig az első mérés volt: 273 fokos pozíciószög, 2,49" illetve 2,64" látszó szögtávolság. A WDS adatbázisában 141 mérését tartják nyilván. Utolsó, 1997-es mérését Tofol Tobal publikálta: 274°, 2,52". A kísérőnek a megfigyelési leírásokban olvasható zöld, kék stb. színeit részben a kontraszthatásnak tulajdonítják.
Amint látható, 150 év alatt az elmozdulás elhanyagolható, mégis többen megpróbáltak keringési pályát számolni a rendszerre. Az 1950-es évek közepén J. Hopmann és W. D. Heintz egymástól függetlenül hasonló pályát számolt. A legfrissebb a Belgrádi obszervatórium csillagász professzorának, Pavlovićnak 2005-ben publikált számítása, mely szerint a keringési idő 1217,536 ±81,521 év, a valódi pálya fél nagytengelye 2,9275", excentricitása 0,0786 és inklinációja 80,75°, 1273,67-kori periasztron átmenettel. A pálya pontossági fokozata az 5-ös skálán 5, azaz „nem meghatározott”.

### Fényesség változás
Hosszú periódusú, szabálytalan vagy félszabályos változócsillag, 0,88-1,8m között változó fényességgel, 1733 napos periódussal.

## Ajánlott források
- ↑ WikiSky:  Antares: a DSS2, az SDSS Data Release 1, 3, 4, 5, 6 és az IRAS képein, Hidrogén α, Röntgen- és ultraibolya tartományban, Asztrofotókon és Csillagtérképen. További cikkek és képek az objektumról WikiSky-on.
- ↑ Kaler 1998:  Jim Kaler: Antares. illinois.edu, 1998. június 5.